# Koji Homma
Koji Homma (本間 幸司 Honma Koji?, Ibaraki, 27 de abril de 1977) es un exfutbolista japonés que jugaba como guardameta.

## Trayectoria

### Clubes
| Club           | País  | Año       |
| -------------- | ----- | --------- |
| Urawa Reds     | Japón | 1996-1999 |
| Mito HollyHock | Japón | 1999-2024 |